# Hollandsche Loop
De Hollandsche Loop (ook wel: Hollandse loop) is een beek die door Nederland (Noord-Brabant) en België (Antwerpen) stroomt. De beek begint aan de Pastorijstraat in Wortel, en mondt daarna uit in de rivier de Mark op de rijksgrens van Nederland en België

## Loop
De beek ontspringt aan de Pastorijstraat in het midden van Wortel. Als de beek het dorp verlaat, gaat hij langs het trainingsveld van VNA Wortel stromen. Even later stroomt hij een paar kilometer parallel aan het poeleinde. Als hij niet meer langs de weg stroomt, wordt het kort daarna een grensriviertje. Even later mondt hij uit in de Mark.

## Geografie
De kernen aan de beek zijn onder andere Wortel en Hoogstraten.

## Geologie
De Hollandsche Loop stroomt in zijn geheel door de Kempense zandgronden, totdat hij in aanraking komt met de Beekdalbodem van de Mark.